# Artem Kravets
Artem Anatoliyovych Kravets' - em ucraniano, Артем Анатолійович Кравець (Dniprodzerzhynsk, 3 de Junho de 1989) - é um ex-futebolista ucraniano que atualmente atuava no Kayserispor.
Nascido ainda na existência da União Soviética, teve seu nome russificado para Artyom Anatolyevich Kravets (Артём Анатольевич Кравец, em russo) no antigo país.

## Carreira
Kravets começou a carreira no Dinamo de Kiev.

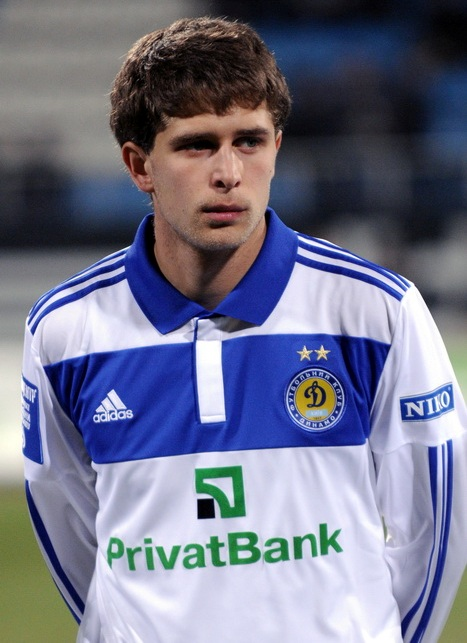
Kravets no Dynamo Kiev

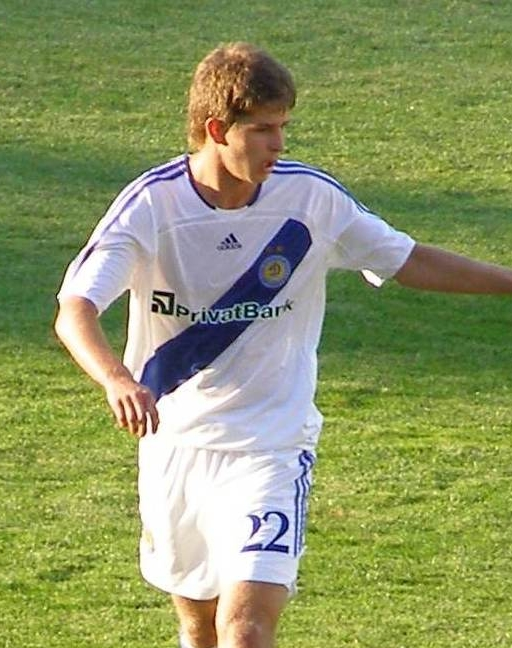
Kravets